# Björn Afzelius (zoolog)
Björn Arvid Afzelius, född 30 juni 1925 i Stockholm, död 27 april 2008 i Engelbrekts församling i Stockholm, var en svensk zoolog. Han var son till Nils Afzelius.
Afzelius studerade zoologi vid Stockholms högskola och disputerade vid Wenner-Grens Institut 1957. Han blev 1968 biträdande professor i biologisk ultrastrukturforskning vid Stockholms universitet och professor 1982. Han studerade celler i elektronmikroskop och skrev över 300 vetenskapliga artiklar. Han är främst känd för det populärvetenskapliga verket Cellen i text och bild (tillsammans med Uno Holmgren, 1967), vilket översatts till flera språk.
Björn Afzelius är begravd på Norra begravningsplatsen utanför Stockholm.